# Półprzestrzeń
Półprzestrzeń – każda z dwóch części trójwymiarowej przestrzeni euklidesowej, na które dzieli tę przestrzeń płaszczyzna, wraz z tą płaszczyzną (półprzestrzeń domknięta) lub bez niej (półprzestrzeń otwarta).